# Nachal Cin
Nachal Cin (hebrejsky נחל צין‎) je jeden z největších vádí v Negevské poušti a třetí největší vádí v Izraeli. Voda proudí 120 km dlouhým vádím, jež vede od Har Ramon kolem Sde Boker přes Vádí al-Araba do Mrtvého moře, jen v období zimních dešťů. Ústí do něj například vádí Nachal Akrabim.

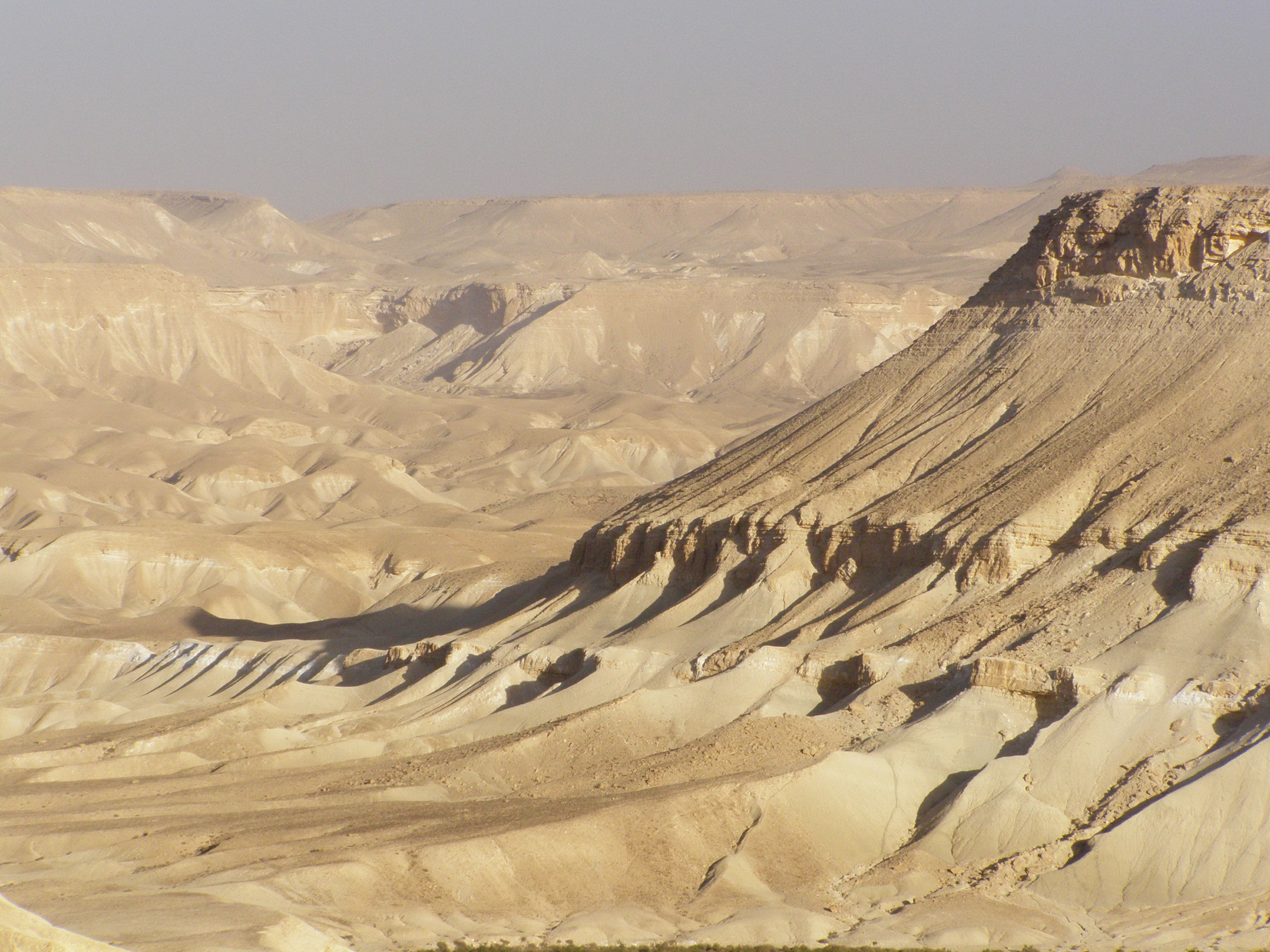
Pohled na útes nad Nachal Cin
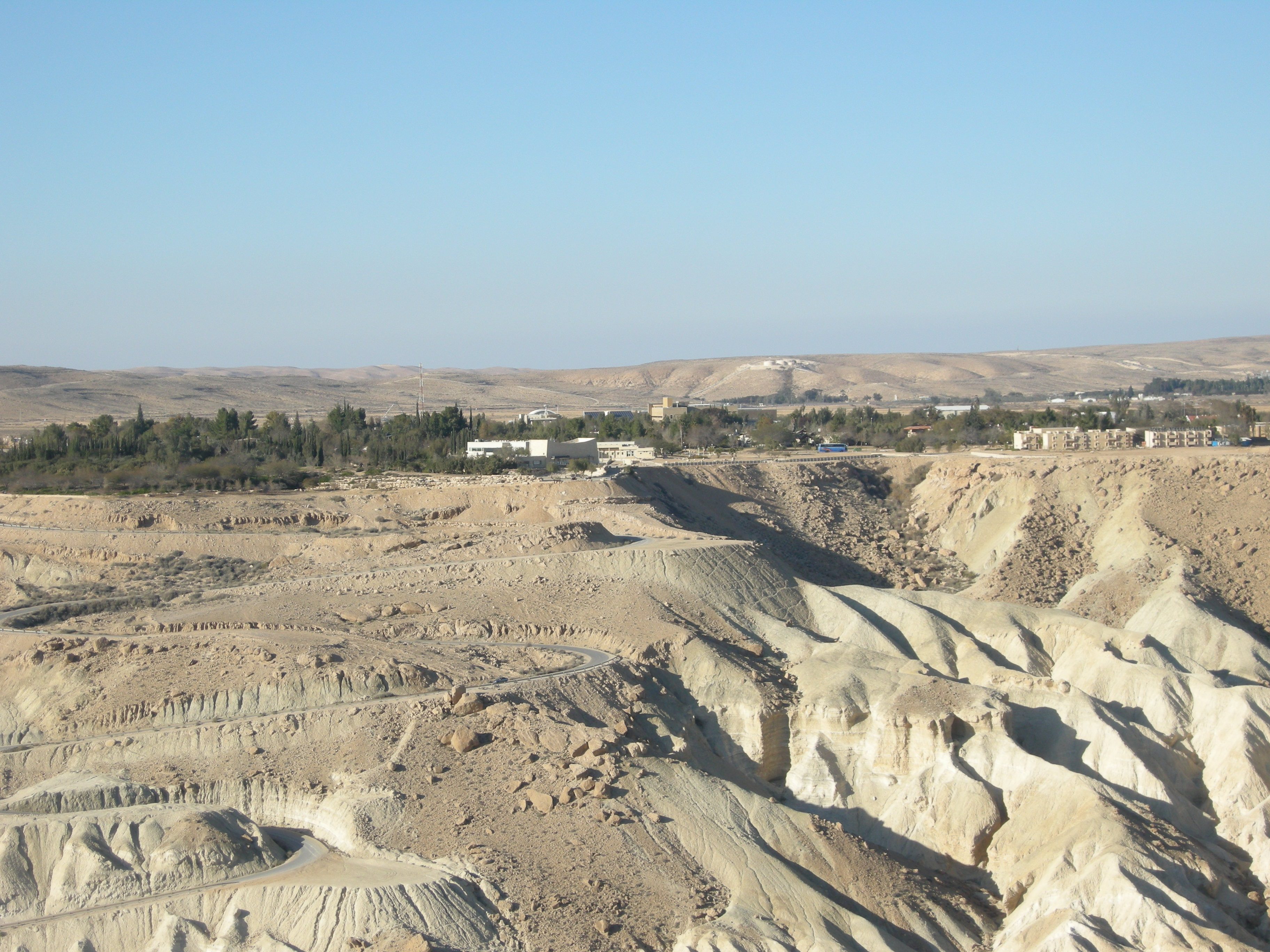
Osada Midrešet Ben Gurion nad Nachal Cin